# 할리우드 블랙리스트
할리우드 블랙리스트(영어: Hollywood blacklist)란 20세기 중반 무렵 그들의 정치적인 신념이나 가입한 조직 때문에 연예산업(entertainment industry)에서 활동이 거부당한 미국의 극본/각본가, 배우, 감독, 음악가 등의 목록 (blacklist)을 일컫는 말이다.
예술인들이 미국 공산당(the American Communist Party)과 자유주의적, 인도주의적인 조직에 대한 가입 또는 동정적 태도로 인해, 그리고(또는) 공산주의활동에 대한 연방정부 조사에 협조를 거부함으로써 불이익을 받았다. 어떤 이들은 단순히 적절치 못한 장소와 시간에 있었다는 바로 그 사실 때문에 리스트에 올랐다. 정도가 가장 심했던 1940년대 말부터 1950년대 말까지의 기간 중에, 리스트에 올랐지만 아무런 혐의도 확인된 것이 없는 수많은 미국 예술가들이 그들의 일자리를 잃고 다시는 복귀하지 못했다. 생계를 위한다는 명목으로 원칙은 말할 나위 없고, 우정을 저버리는 일조차 다반사로 일어났다. 연예산업 전반에 걸쳐 이데올로기적인 검열을 강화시키는 결과를 낳았다. 
 1947년 11월 25일, 블랙리스트가 처음으로 만들어졌다. 의회의 〈반미활동 조사위원회〉(the House Committee on Un-American Activities, 약칭 HUAC, House Un-American Activities Committee)에 대한 증언을 거부한 작가와 감독들에게 의회모독죄가 적용된 것이다. 일군의 영화사 사장들이 〈미국 영화산업 협회〉(the Motion Picture Association of America)를 방패 삼아 그들 - 소위 할리우드 텐(Hollywood Ten) - 을 해고하고 고용하지 않을 것을 선언하였다(월도프 선언서, Waldorf Statement). 
 1950년 6월 22일 어디선가 〈붉은 채널〉(Red Channels)이라는 팜플렛이 등장해서 151명의 연예산업 종사자들의 이름을 거명하면서 듣기에도 무시무시한 “붉은 파시스트와 그 동조자들”이라는 험악한 용어를 써가며 그들을 규탄했고, 그들 대부분은 곧 길거리에 나앉는 신세가 되었다. 1960년에 할리우드 텐의 한 사람인 돌턴 트럼보가 영화 《스팔타쿠스》(Spartacus)와 《엑소더스》(Exodus)의 각본을 썼다는 것이 공개적으로 인정되면서 블랙리스트는 사실상 효력을 잃기 시작했지만, 그 후로도 수년 동안 많은 사람들이 과거의 일자리를 찾지 못했다.

## 개요

#### 블랙리스트의 시작(1947)
1930년대와 1940년대 초반에 일어난 일련의 일들이 그 뿌리가 되었다. 대공황과 제2차 세계대전 같은 사건들이다. 이 시기는 소비에트의 이오시프 스탈린의 가혹한 통치가 서구사회에 널리 알려지기 훨씬 이전이며, 이 시기에 미국 공산당은 많은 추종자들을 가지고 있었는데 대부분 예술과 연예산업 분야의 젊은 이상주의자들이었다. 모스크바의 반대파 숙청재판과 1939년 독-소 불가침조약 체결 등의 일이 미국 공산당의 인기를 떨어뜨리기도 했지만, 전쟁 기간 중에는 미국과 소련의 동맹관계가 새로운 활력을 가져다주기도 하였다. 전쟁 중 당원의 숫자는 5만 명에 달하기도 했다.
전쟁이 끝나자 분위기는 일변했고 공산주의는 미국인들의 공포와 혐오의 대상이 되기 시작했다. 전후 처리 과정에서 소련이 동부와 중부 유럽을 힘으로 장악하고 마침 미국의 1946년 의회 선거결과 상, 하원 모두에서 공화당이 다수를 차지함으로써 보수적인 경향은 더욱 강화되었다. 1947년 할리우드 영화산업계에 종사하는 일부 사람들이 하원의 반미활동조사위원회(HUAC)에서 증언하도록 소환되었다. 이유는 공산주의자 또는 그 후원자들이 공산주의적인 선전을 미국 영화의 내용 중에 비밀스럽게 심었을지 모르니 조사해야 한다는 것이었다. 소환된 사람들 (이들 중에는 압도적으로 극본작가들이 많았지만 배우나 감독, 제작자 등을 망라하였다) 은 공산당의 당원이거나 또는 그렇다고 알려진 사람들이었다. 할리우드의 지도적 인사들 중 감독인 존 휴스턴이나 배우 험프리 보가트, 로런 버콜 같은 이들은 워싱턴으로 날아가서 정부가 할리우드를 부당하게 탄압한다고 항의하였다.

#### 할리우드 텐
위원회에 증언자로 소환된 43명의 사람들 중 19명이 증거제출을 거부하였다. 그 중 11명이 위원회에 소환되었다. 이들 11명의 '비우호적인 증인'들 중 한 사람 베르톨트 브레히트는 나중에 위원회에서 답변을 하였으므로, 결국 남는 10명의 사람들이 미국의 수정헌법 제 1조(언론 출판의 자유, rights to freedom of speech and assembly)를 근거로 최종적으로 협조를 거부한 셈이다. 이들이 거부한 핵심적인 질문은 "당신은 공산당원인 사람을 현재 또는 과거에 알고 있(었)나요?"라는 것이다. 그러나 공산당 가입은 당시에도 그 이전에도 불법적인 일은 아니었다. 사실 각인(各人)은 과거에 또는 현재까지 당원인 사람들이 대부분이었고, 소수만이 과거에 잠깐 당원이었다. 이 열 사람은 의회모독죄로 기소되었다.
할리우드 텐의 증언거부 이후로 영화산업에 반(反)전복적 선의(善意)를 표명하라는 정치적 압력이 높아졌다. 증언이 계속되는 중에 미국 영화협회(Motion Picture Association of America) 회장인 에릭 존스턴(Eric Johnston)이 자신은 "알려지거나 스스로 밝힌 어떤 공산주의자도 고용하지 않을 것이며 이유는 그들이 파괴적인 세력이어서 주변에 있는 것이 싫기 때문" 이라고 공표하였다.
로널드 레이건 당시 배우조합 회장과 월트 디즈니 같은 사람들이 위원회에서 증언하기를 “영화산업에서 공산주의의 위협은 심각한 수준”이라고 말했다.

## 블랙 리스트

#### 할리우드 텐
1. 앨바 베시(Alvah Bessie), 각본
2. 허버트 비버먼(Herbert Biberman), 각본 겸 감독
3. 레스터 콜(Lester Cole), 각본
4. 에드워드 드미트릭(Edward Dmytryk), 감독
5. 링 라드너 주니어(Ring Lardner Jr). , 각본
6. 존 하워드 로슨(John Howard Lawson), 각본
7. 앨버트 맬츠(Albert Maltz), 각본
8. 새뮤얼 오니츠(Samuel Ornitz), 각본
9. 에이드리언 스콧(Adrian Scott), 제작 겸 각본
10. 돌턴 트럼보(Dalton Trumbo), 각본

#### 1947년에 리스트에 오른 다른 사람들
- 한스 아이슬러 작곡가
- 버나드 고든 각본
- 조앤 스콧 각본

#### 1948년 1월과 1950년 6월 사이에 리스트에 오른 사람들
(별표가 붙은 사람은 “붉은 채널” 리스트에도 오른 사람을 가리킨다)
- 벤 바즈먼 각본
- 셰리던 기브니 각본
- 릴리언 헬먼 연극대본 및 영화각본*
- 캐나다 리 배우
- 폴 로브슨 배우 겸 가수
- 에드윈 롤프 각본 겸 시인
- 윌리엄 스위츠 라디오 성우*

## 같이 보기
- 조지프 매카시